# Cine África

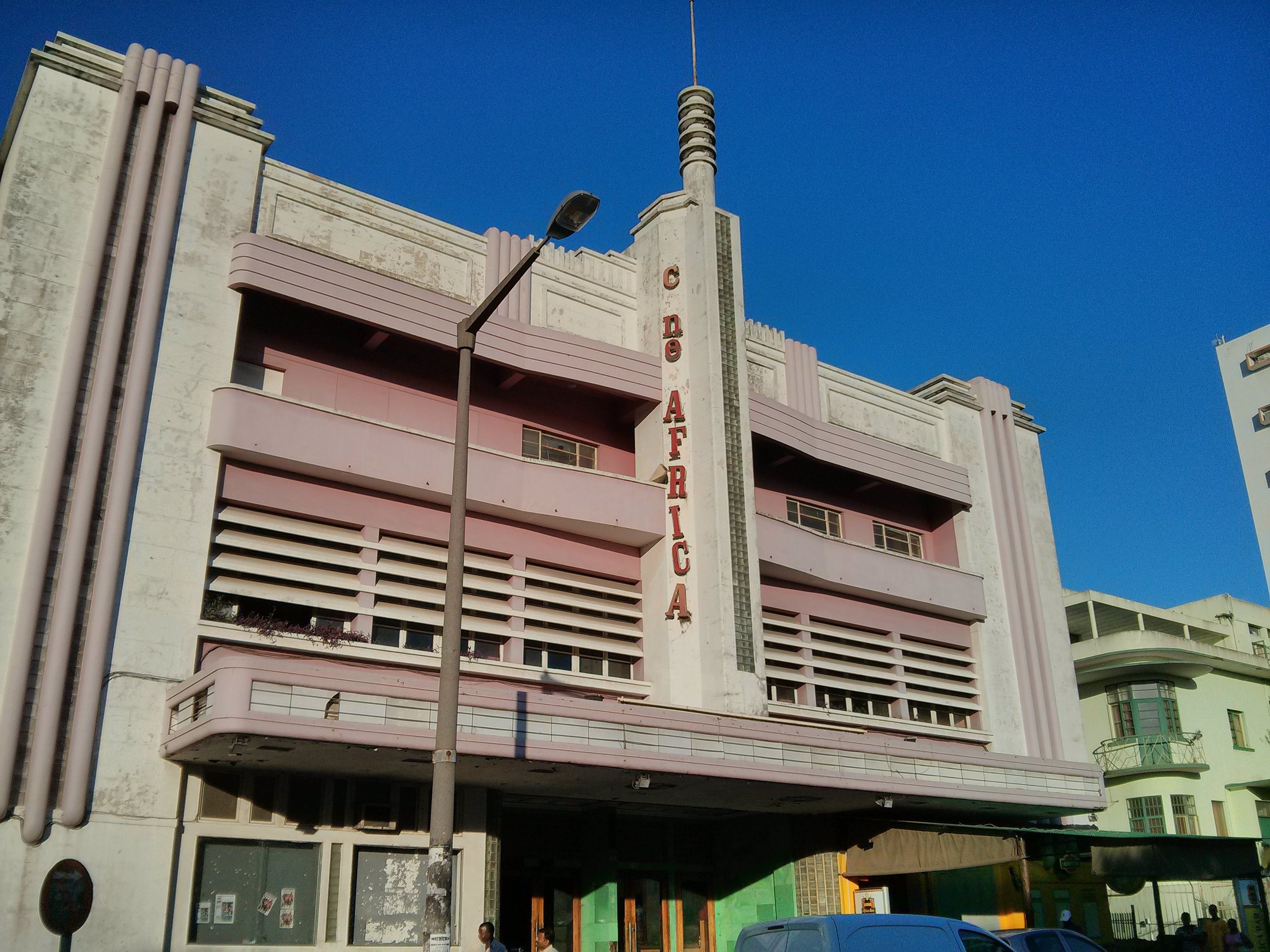
Cine África (2014)

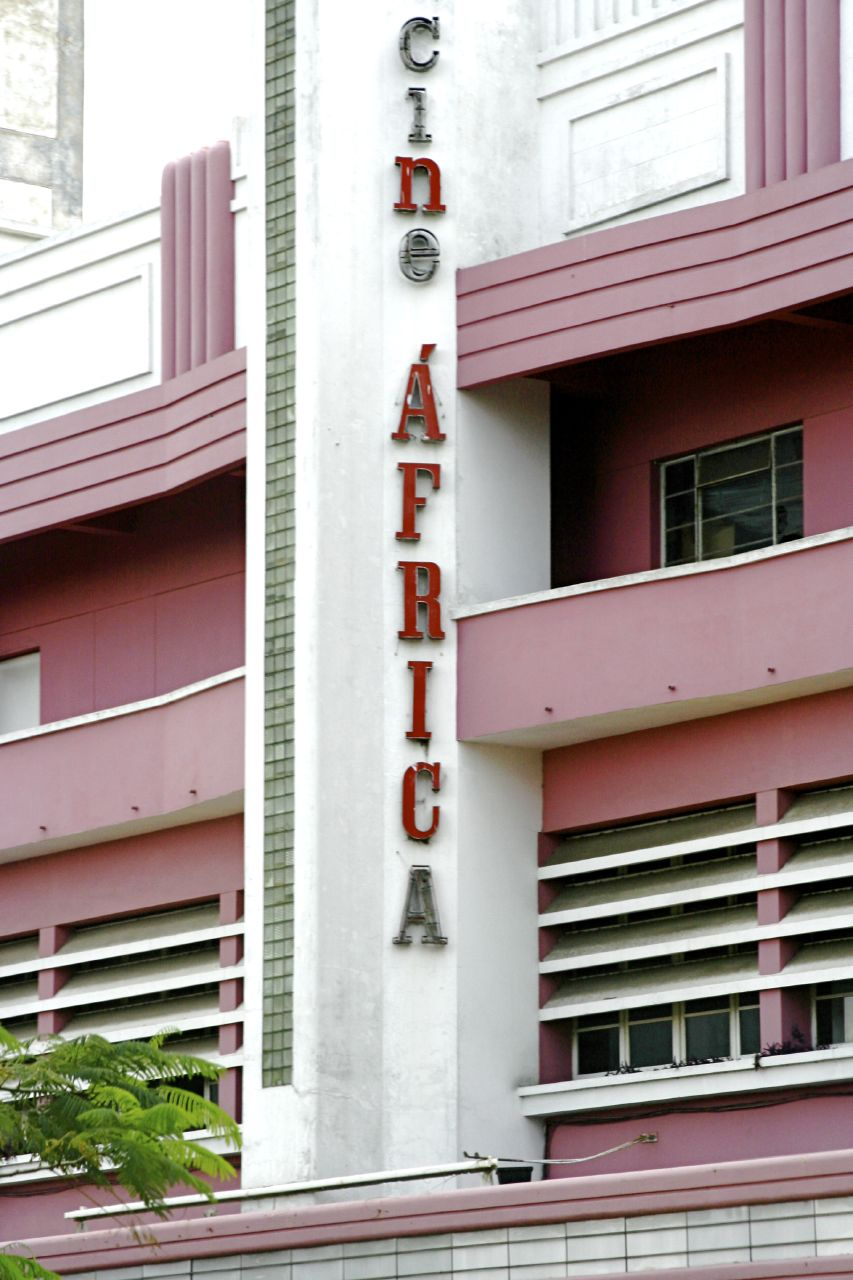
Schriftzug des Kinos

Das Cine África (selten auch ausgeschrieben Cinema África) ist ein ehemaliges Kino in der mosambikanischen Hauptstadt Maputo. Das 1948 unter dem Namen „Cinema Manuel Rodrigues“ eröffnete Kino befindet sich an der Avenida 24 de Julho im Stadtteil Central B, im Zentrum der Stadt. Es dient heute vor allem als Ort für Konzerte und Tanzaufführungen.

## Architektur
Bemerkenswert ist das Gebäude vor allem für seine markante Art-déco-Fassade. Ein schlanker und das Gebäude leicht überragender turmartiger Vorbau teilt die straßenseitige Gebäudefront in zwei Teile, an beiden Seiten des Türmchens ist (bis heute) durch eine senkrecht angeordnete Schrift der Name des Kino zu lesen. Ein zartes Rosa dominiert die farbliche Fassadengestaltung.
Das Gebäude zeigt durch seine langgestreckten Balkone, die mehrfach übereinander angeordneten statischen Sonnenschutzlamellen, das wuchtige Fenstergesims und einigen linienförmigen Putzgliederungen im obersten Stockwerk sowie durch das den Haupteingang schützende Vordach mit Lichtband eine streng horizontale Gliederung von expressiver Wirkung.
An den beiden Seitenbereichen des zentralen Baukörpers schließen zwei mächtige Eckrisalite mit markant hervortretenden lisenenartigen und wulstig betonten Fensterfriesen das Gebäude ab, wodurch sich der Eindruck von der blockhaften Kubatur des Bauwerks noch verstärkt.

## Geschichte
Das Cine África wurde am 5. Mai 1948 unter dem Namen „Cinema Manuel Rodrigues“ von den beiden Brüdern César und Manuel in Gedenken an ihren am 10. März 1944 verstorbenen Vater Manuel Augusto Rodrigues eröffnet. Rodrigues war 1897 auf der Suche nach einem besseren Leben in die Kolonie gekommen und hatte unter anderem das Lichtspieltheater Teatro Gil Vicente eröffnet und geführt.
Zu seiner Zeit galt das Kino als eines der besten von Lourenço Marques. Es besaß eine Aufnahmefähigkeit für 1500 Zuschauer und konnte 70-Millimeter-Filme zeigen. Zahlreiche Filmpremieren fanden in seinem Kinosaal statt. Im Innern des Gebäudes war außerdem ein kleines Café namens Manuel Rodrigues untergebracht, das als erstes in der Kolonialhauptstadt über eine Cimbali-Espressomaschine verfügte. Das Kino vor allem für Weiße vorbehalten, Joaquim Chissano, früherer Staatspräsident Mosambiks, beschreibt in seinem Buch „Vidas, Lugares e Tempos“ eine Situation seiner Jugend, in der mit in Begleitung seiner (weißen) Sportgruppe gezielt nicht hereingelassen wurde.
Bereits seit Anfang der 1960er Jahre nannte man das Kino „Cine África“. Auch nach der Unabhängigkeit Mosambiks im Jahre 1975 behielt das Kino seine Funktion bei. Die regierende FRELIMO-Partei benutzte es in der damaligen Zeit vor allem zur Aufführung von ihr selbst gedrehter Kinofilme, um ihre politischen Ziele zu propagieren und die Schaffung einer nationalen Identität nach ihren Vorstellungen anzuregen.
Seit Ende der 2000er Jahre funktioniert das Gebäude nicht mehr hauptsächlich als Kino, sondern wird für allerlei andere Veranstaltungen, wie Konzerte und Aufführungen genutzt. In den Räumen des im Erdgeschoss befindlichen ehemaligen Cafés ist nun eine Bar eingerichtet.
Seit 2011 ist das Gebäude Teil der Vorauswahl zu einer Denkmalliste für die Stadt Maputo. In der portugiesischen Denkmaldatenbank Sistema de Informação para o Património Arquitectónico, die auch Objekte in ehemaligen portugiesischen Kolonien umfasst, ist es unter der Nummer 31986 gelistet.